# 德米特里 (近身護衛官)
德米特里（希臘語： Δημήτριος；?—前330年），是馬其頓國王亞歷山大大帝的近身護衛官之一。
他在亞歷山大即位的前336年開始，到前330年為止是亞歷山大的近身護衛官。但因為亞歷山大認為德米特里涉入菲羅塔斯謀反一案，而把他處死。並由托勒密頂替近身護衛官的空缺。

## 來源
- 阿里安, Anabasis 3.27.5
- 昆圖斯·庫爾蒂烏斯·魯夫斯 6.7.15 and 6.11.35-38
- Who's Who in the Age of Alexander the Great by Waldemar Heckel ISBN 9781405112109 (extract online)